# Joffrey Baratheon
Joffrey Baratheon är en karaktär ur bokserien Sagan om is och eld av George R. R. Martin och TV-serien Game of Thrones, som baseras på böckerna. Joffrey spelas i TV-serien av Jack Gleeson.
Han är syskonen Jaime Lannister och Cersei Lannisters äldsta biologiska son, och tekniskt sett en oäkting, men har status som prins och senare även kung, tack vare moderns äktenskap med kung Robert Baratheon. Han tillhör officiellt Baratheon-släkten men biologiskt sett Lannister-släkten, då hans biologiska far är hans morbror.
Joffrey är i tonåren, blond och anses vara stilig - men också bortskämd, tyrannisk, sadistisk, feg och allmänt otrevlig. Han blir lätt upprörd och bråkar ofta med sin morbror Tyrion, då denne verkar vara den ende som vågar utmana hans auktoritet. 